# Lijst van burgemeesters van Overslag
Dit is een lijst van burgemeesters van de voormalige Nederlandse gemeente Overslag tot die gemeente in 1970 opging in de gemeente Axel.
| Ambtsperiode | Naam burgemeester                  | Leefde    | Partij of stroming | Bijzonderheden |
| ------------ | ---------------------------------- | --------- | ------------------ | --- |
| 1796 - 1797  | Joannes Cornelis Maes              | 1749-1828 |                    | agent municipal; later lid van de gemeenteraad van Overslag                                                              |
| 1797 -1799   | Francis d'Hert                     | geb. 1768 |                    | agent municipal |
| 1799 - 1800  | Livinus van Hecke                  | 1762-1825 |                    | agent municipal |
| 1800 - 1808  | Joseph de Meester                  |           |                    | maire |
| 1808 - 1853  | Francies Anthoni Dierick           | 1773-1858 |                    | achtereenvolgens maire, schout en burgemeester                                                                           |
| 1853 - 1856  | Antonius josephus Onghena          | 1808-1871 |                    | tevens burgemeester van Zuiddorpe (1843-1871)                                                                            |
| 1856 - 1876  | Joannes Marcelinus Mattelé         | 1816-1876 |                    | was eerder lid van de gemeenteraad van Overslag                                                                          |
| 1876 - 1917  | Desiderius Mattelé                 | 1845-1922 |                    | zoon van zijn voorganger                                                                                                 |
| 1917 - 1925  | César Antonius Mattelé             | 1883-1925 |                    | zoon van zijn voorganger                                                                                                 |
| 1926 - 1935  | Gabriël Stevens                    | geb. 1891 |                    | |
| 1935 - 1970  | George Camille Elisa Maria Dierick | 1907-1983 |                    | tevens burgemeester van Koewacht (1938-1944 & 1944-1970), in 1944 ontslagen geweest als burgemeester van beide gemeenten |